# Vinca major
Велики зимзелен ( Vinca major ) је вишегодишња зељаста зимзелена биљка која је пореклом из јужне Европе, Мале Азије и северне Африке. Врста је цветна биљка и спада у породицу Apocynaceae. 

## Историјат и симболика
Зимзелен се гаји још од дадвина и сматра се да датира из античких времена.
Представљао је велику симболику и различита значења у разним религијама.
Сматрана је за симбол поновног рађања и бесмртности а у средњем веку су је носили чланови породице погубљеника јер се веровало да ће тиме душа осуђеника отићи у рај. Због савитљивости стабљике су прављени венци које су носиле младе девојке у старом Риму јер су постојала веровања да је то симбол невиности и честитости. У хришћанској религији означава невино страдање
Исуса Христа. 

## Етимологија
Род Vinca oбухвата шест врста a једна од њих је и  Vinca major. Име рода Vinca је изведено од латинске речи vincire што значи повезати или везати јер је пре кориштена у изради венаца. Неки је називају и зимским цветом. Други назив јесте сам епитет као што је major што указује на то да је биљка велика наспрам нпр. сродној врсти као што је Vinca minor.

## Опис биљке
Vinca major представља вишегодишњи полужбун који се неограничено шири и може нараста и до 25 cm у висину. Због такве изражене морфологије, стабљике су знатно дугачке и полегле које последују сдвентивне коренове на чворовима (
nodusima ). Постоји видљива разлика између стерилних и фертилних изданака, а то је да су фертилни доста усправнији те и виши од стерилних. Листови су тамнозелене боје током целе године, налазе се на кратким дршкама, имају правилан или јајаст облик, према врху зашиљени а према основи заобљени, широки су до 3 cm и дуги 4 cm и посједују перасту нерватуру. Цветови су модро- плаве или љубичасте боје који се састоје од 5 латица и имају пријатан мирис.
Посједује 5 приљубљених прашника уз круничну цев. Тучак је надцветан код кога је стубић благо задебљан при врховима. Стабљике су веома савитљиве и светлије од листова, посједују коленца и дуге су од 10 до 20 cm. Плодови су тешко скоро видљиви, састоје се од два мешка која су неједнаке величине и у њима се налазе велика семена. 

## Распрострањеност и станиште
Ова врста је распрострањена широм ареала јужне Европе и северне Африке а идући од истока захвата делове јужне Француске и Шпанију Шпаније па све до западног Балкана, североисточне Турске и западног Кавказа. Могу се пронаћи и у нижим Хималајима у Азији. Фаворизује влажан тип станишта и велику количину сунчеве светлости те се због тога може наћи дуж река од 0 до 800 метара надморске висине. Насељавају обод шибљака, шикаре и шумске пределе.
По питању осетљивости станишта јако је толерантна јер и упркос свом природном влажном станишту, може опстати и у сушним пределима.

## Цветање
Цвета у пролеће, oд марта до маја али постоји и могућност појаве усамљених повремених цветова до јесени.

## Употреба
У средњем веку је гајена у вртовима манастира. Лековитост ове биљке се огледа у спречавању крварења. Остаци некадашњих насеља се могу пратити преко популација зимског цвета и углавном то раде археолози. Највише се узгаја у баштама као украсна биљка и служи као добар прекривач тла. Данас су многе различите сорте доступне, разних боја као што су бели и тамнољубичасти цветови. 
Услед разноврсних шара и боја, сорта variegata је добила награду
Краљевског хортикултурног друштва за баштенске заслуге. 